# René Kippeurt
 (décembre 2018).
Si vous disposez d'ouvrages ou d'articles de référence ou si vous connaissez des sites web de qualité traitant du thème abordé ici, merci de compléter l'article en donnant les références utiles à sa vérifiabilité et en les liant à la section « Notes et références ».
René Kippeurt, dit « Rekip », né le 5 mai 1906 à Sèvres et mort le 19 juin 1937 au Mans, est un pilote automobile français. Il meurt lors d'un accident aux 24 Heures du Mans.

## Biographie
René Kippeurt naît le 5 mai 1906 à Sèvres,.
Il participe aux 24 Heures du Mans 1935.
Le 19 juin 1937, il perd la vie lors de l'édition 1937 des 24 Heures du Mans. En effet, alors au volant de la Bugatti Type 44 n° 20, il perd le contrôle de sa voiture durant le huitième tour, peu avant les stands, impliquant un violent accrochage avec l'anglais Pat Fairfield qui le tue sur le coup. Pat Fairfield mourra lui 48 heures plus tard à l'hôpital.
Il est inhumé dans le caveau familial, au cimetière de Sèvres (Hauts de Seine).